# Deinopis kollari
Deinopis kollari là một loài nhện trong họ Deinopidae.
Loài này thuộc chi Deinopis. Deinopis kollari được miêu tả năm 1859 bởi Carl Ludwig Doleschall.